# Maldonado (stacja antarktyczna)
Base Pedro Vicente Maldonado – letnia stacja antarktyczna, należąca do Ekwadoru, położona na antarktycznej wyspie Greenwich Island.

## Położenie i warunki
Stacja znajduje się na wolnym od lodu półwyspie wyspy Greenwich w archipelagu Szetlandów Południowych, ciągnącym się równolegle do wybrzeża Półwyspu Antarktycznego. Zarządza nią Ekwadorski Instytut Antarktyczny (hiszp. Instituto Antártico Ecuatoriano, INAE).

## Historia i działalność
Baza Maldonado została założona w 1990 roku. Pierwotnie mogła pomieścić 22 pracowników w sezonie letnim, od 2012 mogą w niej przebywać 32 osoby.
Stacja Maldonado od 2016 roku ma zacząć działalność całoroczną. Ze względu na zamarzanie wód wokół Greenwich Island w okresie zimowym, wymaga to umożliwienia przechowywania zapasów i paliwa przez cały rok.